# Campeonato Europeo de Ciclismo en Ruta de 2022
El VII Campeonato Europeo de Ciclismo en Ruta se realizó en Múnich (Alemania) entre el 14 y el 21 de agosto de 2022, bajo la organización de la Unión Europea de Ciclismo (UEC) y la Unión Ciclista de Alemania.
Las carreras sub-23 se realizaron por separado, en la localidad portuguesa de Anadia entre el 7 y 10 de julio.
El campeonato constó de carreras en las especialidades de contrarreloj y de ruta, en las divisiones élite masculino, élite femenino, femenino sub-23 y masculino sub-23; además se disputó una contrarreloj por relevos mixtos.
Los ciclistas de Rusia y Bielorrusia fueron excluidos de este campeonato debido a la invasión rusa de Ucrania.

## Programa
| Día          | Prueba                                 | Trayecto                          | Distancia (km) | Ganador                              |
| ------------ | -------------------------------------- | --------------------------------- | -------------- | ------------------------------------ |
| Contrarreloj |                                        |                                   |                |                                      |
| 7 de julio   | Contrarreloj sub-23 femenina           | Sangalhos–Sangalhos               | 22,0           | Shirin van Anrooij · ( Países Bajos) |
| 7 de julio   | Contrarreloj sub-23 masculina          | Sangalhos–Sangalhos               | 22,0           | Alec Segaert · ( Bélgica)            |
| 8 de julio   | Contrarreloj sub-23 por relevos mixtos | Sangalhos–Sangalhos               | 44,0           | Alemania                             |
| 17 de agosto | Contrarreloj élite femenina            | Fürstenfeldbruck–Fürstenfeldbruck | 24,0           | Marlen Reusser · ( Suiza)            |
| 17 de agosto | Contrarreloj élite masculina           | Fürstenfeldbruck–Fürstenfeldbruck | 24,0           | Stefan Bissegger · ( Suiza)          |
| Ruta         |                                        |                                   |                |                                      |
| 10 de julio  | Ruta sub-23 femenina                   | Anadia–Anadia                     | 104,5          | Shirin van Anrooij · ( Países Bajos) |
| 10 de julio  | Ruta sub-23 masculina                  | Anadia–Anadia                     | 147,3          | Felix Engelhardt · ( Alemania)       |
| 14 de agosto | Ruta élite masculina                   | Murnau am Staffelsee–Múnich       | 209,4          | Fabio Jakobsen · ( Países Bajos)     |
| 21 de agosto | Ruta élite femenina                    | Landsberg am Lech–Múnich          | 129,8          | Lorena Wiebes · ( Países Bajos)      |

1. ↑  Circuito de 21,4 km – 5 vueltas.
2. ↑  Circuito de 21,4 km – 7 vueltas.

## Resultados

### Masculino
- Contrarreloj individual

| Puesto | Ciclista         | País   | Tiempo   |
| ------ | ---------------- | ------ | -------- |
| Oro    | Stefan Bissegger | Suiza  | 27:05,96 |
| Plata  | Stefan Küng      | Suiza  | 27:06,49 |
| Bronce | Filippo Ganna    | Italia | 27:14,00 |

- Ruta

| Puesto | Ciclista       | País         | Tiempo  |
| ------ | -------------- | ------------ | ------- |
| Oro    | Fabio Jakobsen | Países Bajos | 4:38:49 |
| Plata  | Arnaud Démare  | Francia      | 4:38:49 |
| Bronce | Tim Merlier    | Bélgica      | 4:38:49 |

### Femenino
- Contrarreloj individual

| Puesto | Ciclista        | País         | Tiempo   |
| ------ | --------------- | ------------ | -------- |
| Oro    | Marlen Reusser  | Suiza        | 30:59,90 |
| Plata  | Ellen van Dijk  | Países Bajos | 31:05,67 |
| Bronce | Riejanne Markus | Países Bajos | 31:27,78 |

- Ruta

| Puesto | Ciclista         | País         | Tiempo  |
| ------ | ---------------- | ------------ | ------- |
| Oro    | Lorena Wiebes    | Países Bajos | 2:59:20 |
| Plata  | Elisa Balsamo    | Italia       | 2:59:20 |
| Bronce | Rachele Barbieri | Italia       | 2:59:20 |

### Masculino sub-23
- Contrarreloj individual

| Puesto | Ciclista         | País    | Tiempo    |
| ------ | ---------------- | ------- | --------- |
| Oro    | Alec Segaert     | Bélgica | 27:25,73  |
| Plata  | Fran Miholjević  | Croacia | 28:15,936 |
| Bronce | Eddy Le Huitouze | Francia | 28:17,496 |

- Ruta

| Puesto | Ciclista         | País            | Tiempo  |
| ------ | ---------------- | --------------- | ------- |
| Oro    | Felix Engelhardt | Alemania        | 3:37:27 |
| Plata  | Mathias Vacek    | República Checa | 3:37:27 |
| Bronce | Davide De Pretto | Italia          | 3:37:27 |

### Femenino sub-23
- Contrarreloj individual

| Puesto | Ciclista           | País         | Tiempo    |
| ------ | ------------------ | ------------ | --------- |
| Oro    | Shirin van Anrooij | Países Bajos | 31:34,124 |
| Plata  | Vittoria Guazzini  | Italia       | 31:45,947 |
| Bronce | Marie Le Net       | Francia      | 31:46,802 |

- Ruta

| Puesto | Ciclista           | País         | Tiempo  |
| ------ | ------------------ | ------------ | ------- |
| Oro    | Shirin van Anrooij | Países Bajos | 2:57:41 |
| Plata  | Vittoria Guazzini  | Italia       | 2:57:52 |
| Bronce | Fem van Empel      | Países Bajos | 2:57:52 |

### Mixto sub-23
- Contrarreloj por relevos

| Puesto | Ciclistas                                                                  | País         | Tiempo  |
| ------ | -------------------------------------------------------------------------- | ------------ | ------- |
| Oro    | Maurice Ballerstedt Tobias Buck-Gramcko Ricarda Bauernfeind Linda Riedmann | Alemania     | 58:26   |
| Plata  | Fabio Christen Arnaud Tendon Jasmin Liechti Annika Liehner                 | Suiza        | 59:42   |
| Bronce | Lars Boven Tim Marsman Mischa Bredewold Femke Gerritse                     | Países Bajos | 1:00:15 |

## Medallero
| Núm. | País            | Oro | Plata | Bronce | Total |
| ---- | --------------- | --- | ----- | ------ | ----- |
| 1    | Países Bajos    | 4   | 1     | 3      | 7     |
| 2    | Suiza           | 2   | 2     | 0      | 4     |
| 3    | Alemania        | 2   | 0     | 0      | 2     |
| 4    | Bélgica         | 1   | 0     | 1      | 2     |
| 5    | Italia          | 0   | 3     | 3      | 6     |
| 6    | Francia         | 0   | 1     | 2      | 3     |
| 7    | Croacia         | 0   | 1     | 0      | 1     |
| 7    | República Checa | 0   | 1     | 0      | 1     |
|      | TOTAL           | 9   | 9     | 9      | 27    |